# Конституція Республіки Білорусь

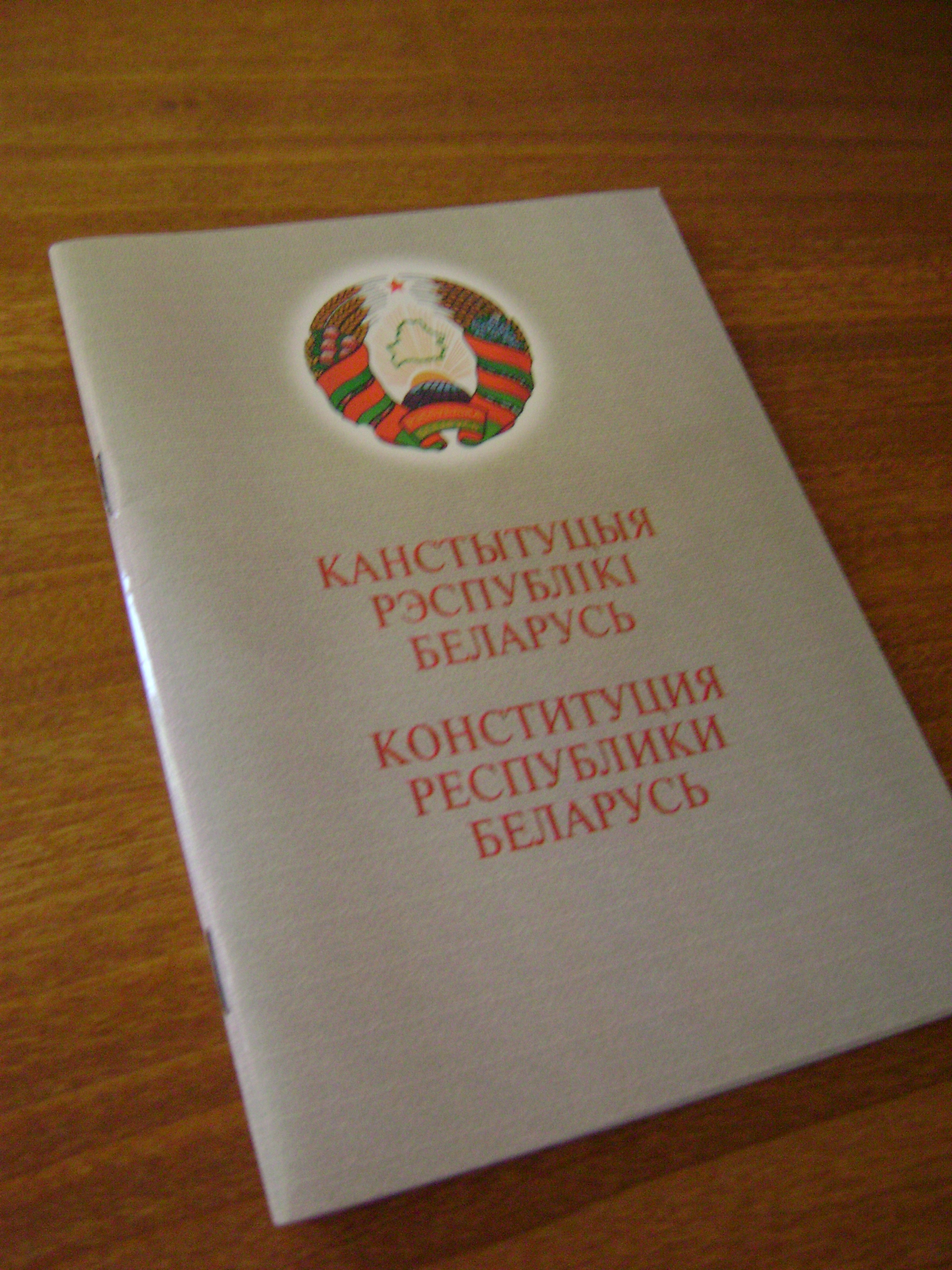
Конституція Білорусі. Назву вказано білоруською та російською мовами.

Конституція Білору́сі (біл. Канстытуцыя Рэспублікі Беларусь; рос. Конституция Республики Беларусь) — основний закон Республіки Білорусь.

## Попередні Конституції

### Конституція Соціалістичної Радянської Республіки Білорусі 1919
Перша Конституція Соціалістичної Радянської Республіки Білорусі (СРРБ) була прийнята на I з'їзді Рад Білорусі 3 лютого 1919 р. Її зміст був пронизаний ідеєю диктатури пролетаріату, яка і була безпосередньо закріплена в Конституції. Пізніше вона неодноразово змінювалася.
Конституція була практично повністю ідентична російської конституції 1918 року.

### Конституція (Основний Закон) Білоруської Радянської Соціалістичної Республіки 1978
1978 року, слідом за утвердженням нової Конституції СРСР 1977 року була прийнята нова конституція Білоруської РСР.
27 липня 1990 року була прийнята Декларація Верховної Ради «Про державний суверенітет Республіки Білорусь». Декларація проголосила «повний державний суверенітет Республіки Білорусь як верховенство, самостійність і повноту державної влади республіки в межах її території, правомочність її законів, незалежність республіки у зовнішніх відносинах».
25 серпня 1991 р., Декларації про державний суверенітет спеціальним законом було надано статус конституційного закону, на підставі якого були внесені зміни та доповнення до Конституції 1978 р.

## Конституція Республіки Білорусь 1994 року

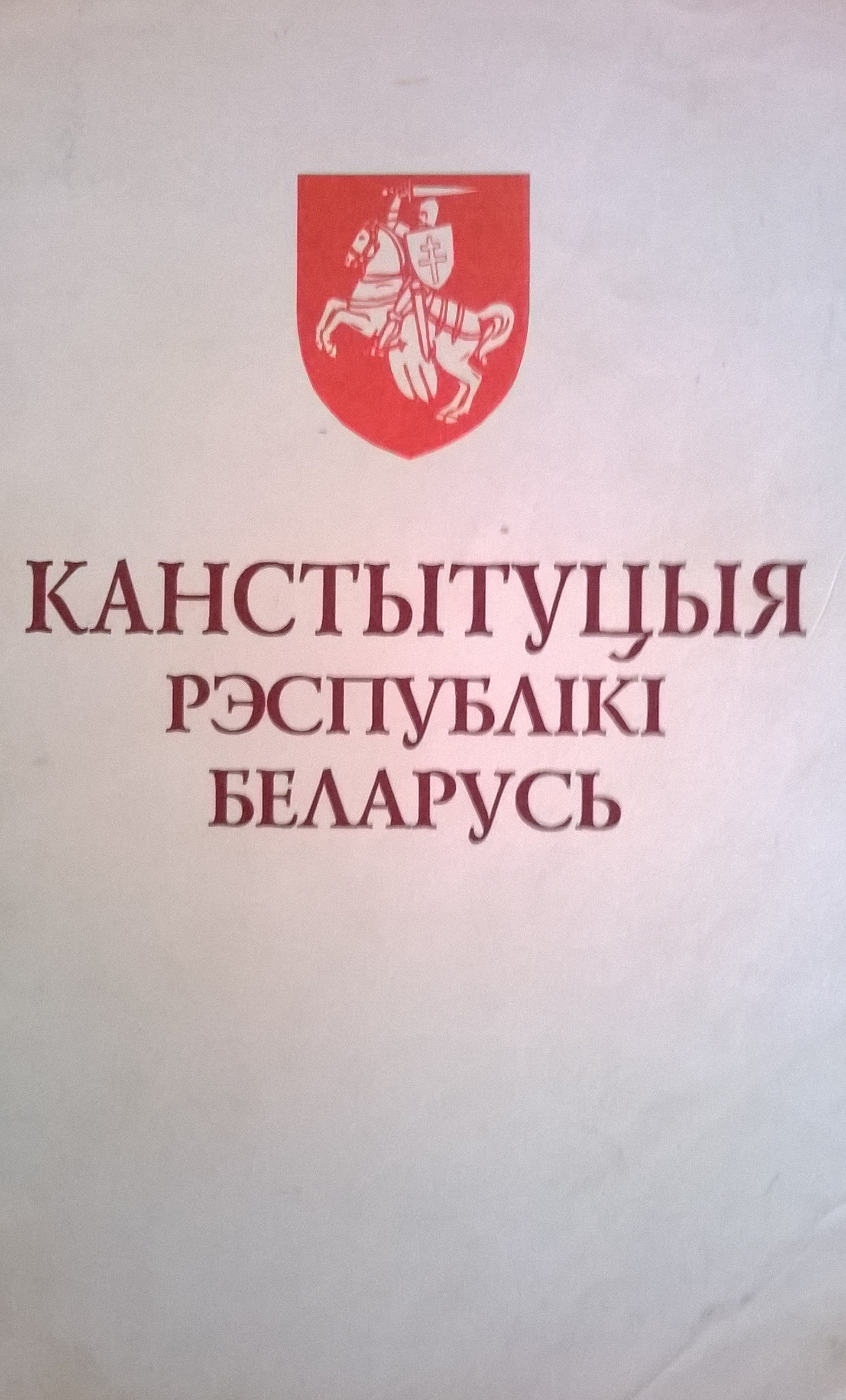
Конституція Республіки Білорусь 1994 року

Нову Конституцію Республіки Білорусь ухвалено 15 березня 1994 р.
Структура Конституції 15 березня 1994:
- Розділ I. Основи конституційного ладу
- Розділ II. Особа, громадство, державна
- Розділ III. Виборча система. Референдум
  - Глава 1. Виборча система
  - Глава 2. Референдум (народне голосування)
- Розділ IV. Законодавча, виконавча й судова влада
  - Глава 3. Верховна Рада Республіки Білорусь
  - Глава 4. Президент Республіки Білорусь
  - Глава 5. Суд
- Раздзел V. Місцеве керування й самоврядування
- Раздзел VI. Державний контроль і нагляд
  - Глава 6. Конституційний Суд Республіки Білорусь
  - Глава 7. Прокуратура
  - Глава 8. Контрольна палата Республіки Білорусь
- Раздзел VII. Фінансово-кредитна система Республіки Білорусь
- Раздзел VIII. Дія Конституції Республіки Білорусь і порядок її зміни

Конституція Республіки Білорусь складається з преамбули, 9 розділів, в яких 8 розділів і 146 статей.
24 листопада 1996 року Конституція була оновлена і доповнена за результатами референдуму. Істотна частина змін — перерозподіл повноважень на користь виконавчої влади і президента, зокрема.
17 жовтня 2004 року на референдумі з Конституції було вилучено положення, що обмежує право однієї особи обиратися президентом більше ніж на два терміни поспіль.

## Структура Конституції
Складається з 9 розділів.
- Розділ I. Основи конституційного ладу.
- Розділ II. Особистість, суспільство, держава.
- Розділ III. Виборча система. Референдум.
  - Глава 1 Виборча система
  - Глава 2 Референдум (народне голосування)
- Розділ IV. Президент, парламент, уряд, суд.
  - Глава 3 Президент Республіки Білорусь
  - Глава 4 Парламент — Національні збори
  - Глава 5 Уряд — Рада Міністрів Республіки Білорусь
  - Глава 6 Суд
- Розділ V. Місцеве управління і самоврядування.
- Розділ VI. Прокуратура. Комітет державного контролю.
  - Глава 7 Прокуратура
  - Глава 8 Комітет державного контролю
- Розділ VII. Фінансово-кредитна система Республіки Білорусь.
- Розділ VIII. Дія Конституції Республіки Білорусь і порядок її зміни.
- Розділ IX. Прикінцеві та перехідні положення.